# ياإيل بار زوهار
ياإيل بار زوهار (بالعبرية: יעל בר זוהר‏) هي عارضة ومقدمة تلفزيونية وممثلة إسرائيلية، ولدت في 29 يناير 1980 في تل أبيب في إسرائيل.

## وصلات خارجية
- ياإيل بار زوهار على موقع IMDb (الإنجليزية)
- ياإيل بار زوهار على موقع قاعدة بيانات الفيلم (الإنجليزية)
- ياإيل بار زوهار على موقع كينوبويسك (الروسية)